# The Lacs
Die Lacs sind ein US-amerikanisches Countryrapduo aus Georgia, bestehend aus Clay Sharpe und Brian King.

## Bandgeschichte
Gegründet wurden die Lacs – Abkürzung für Loud ass crackers – in Baxley im Bundesstaat Georgia im Südosten der USA. Ursprünglich gehörte neben Clay Sharpe und Brian King auch noch Brandon Herndon zur Band. Beim Indielabel Side Ya Mouth veröffentlichten sie 2002 die Alben Midas Well Get Drunk und South on Fire und 2006 noch das dritte Album Lacology, das sie in ihren eigenen Bottom Boyz Studios produzierten. Sie kombinierten Southern Country-Rock mit Southern Rap, der von Clay Sharpe alias Uncle Snap beigetragen wurde. Nachdem aber die Albumtrilogie keine große Aufmerksamkeit erreichen konnte, nahmen die Lacs eine Auszeit, in der sich Herndon von der Band trennte. Das verbliebene Duo machte weiter und unterschrieb bei Backroad Records, dem Label von Countrysänger Colt Ford. 2011 kehrten sie mit dem Album Country Boy’s Paradise zurück und schafften diesmal den Einstieg in die US-Countrycharts. Ford hatte sich als Gastsänger direkt beteiligt. Obwohl das Album nicht über Platz 52 hinauskam, hielt es sich fast ein ganzes Jahr in den Charts.
Für das nächste Album konnten sie Big & Rich und Bubba Sparxxx gewinnen. 190 Proof erschien bereits ein Jahr später und schaffte den Sprung in die offiziellen Albumcharts. Fast eineinhalb Jahre hielt es sich in den Countrycharts. Weitere Alben folgten im Jahrestakt. 2013 erreichten sie mit Keep It Redneck ihre höchste Platzierung in den Billboard 200 mit Platz 23 und Top-5-Platzierungen in den Country- und in den Rap-Charts. Es war auch gemessen an den Verkaufszahlen ihr erfolgreichstes Album. Outlaw in Me schaffte es 2015 in den Country- und den Rap-Charts auf Platz 3. Beide Alben verblieben aber deutlich kürzer in den Charts als die ersten beiden Alben als Duo. Mit den Alben American Rebelution und Dirt Rock ließ ab 2017 der Erfolg deutlich nach.

## Mitglieder
- Brian „Rooster“ King
- Clay „Uncle Snap“ Sharpe

ehemaliges Mitglied
- Brandon Herndon

## Diskografie

### Alben
| Jahr | Titel                  | Höchstplatzierung, Gesamtwochen, AuszeichnungChartplatzierungen (Jahr, Titel, Platzierungen, Wochen, Auszeichnungen, Anmerkungen) | Höchstplatzierung, Gesamtwochen, AuszeichnungChartplatzierungen (Jahr, Titel, Platzierungen, Wochen, Auszeichnungen, Anmerkungen) | Anmerkungen                                                     |
| Jahr | Titel                  | US | Country | Anmerkungen                                                     |
| ---- | ---------------------- | --- | --- | --------------------------------------------------------------- |
| 2011 | Country Boy’s Paradise | — | Country52 (50 Wo.)Country | Erstveröffentlichung: 15. Februar 2011                          |
| 2012 | 190 Proof              | US68 (3 Wo.)US | Country16 (79 Wo.)Country | Erstveröffentlichung: 3. April 2012                             |
| 2013 | Keep It Redneck        | US23 (7 Wo.)US | Country3 (15 Wo.)Country | Erstveröffentlichung: 20. August 2013                           |
| 2014 | Nothing in Particular  | US86 (2 Wo.)US | Country20 (14 Wo.)Country |                                                                 |
| 2015 | Outlaw in Me           | US27 (4 Wo.)US | Country3 (15 Wo.)Country | Erstveröffentlichung: 28. Oktober 2014                          |
| 2016 | Welcome to Dodge City  | — | Country22 (5 Wo.)Country | Erstveröffentlichung: 5. August 2016 Splitalbum mit Hard Target |
| 2017 | American Rebelution    | US65 (1 Wo.)US | Country10 (1 Wo.)Country | Erstveröffentlichung: 7. April 2017                             |
| 2018 | Dirt Rock              | US178 (1 Wo.)US | Country24 (1 Wo.)Country | Erstveröffentlichung: 4. Mai 2018                               |

Weitere Alben
- 2002: Midas Well Get Drunk
- 2002: South on Fire
- 2006: Lacology

### Singles (mit Auszeichnungen)
- 2010: Kickin’ Up Mud (US: Gold)
- 2010: Country Road (US: Gold)